# Sampson Dweh
Sampson Dweh, né le 10 octobre 2001 à Monrovia, est un footballeur international libérien. Il joue au poste de défenseur central à Viktoria Plzeň.

## Biographie

### En sélection
Il fait ses débuts en sélection le 11 juin 2021 lors d'une rencontre amicale perdue 1-0 contre la Mauritanie disputée au Stade Chedly-Zouiten de Tunis.